# Колокольня (река)
Колокольня — река в Шурышкарском районе Ямало-Ненецкого АО. Река вытекает из расположенного в горах Войкарсыньинского массива озера Колокольня на высоте 539 м, устье находится в 48 км от устья Мокрой Сыни по правому берегу. Длина реки 39 км, значительный приток Пожемавис впадает слева в 17 км от устья.

## Данные водного реестра
По данным государственного водного реестра России относится к Нижнеобскому бассейновому округу, водохозяйственный участок реки — Обь от впадения реки Северная Сосьва до города Салехард, речной подбассейн реки — бассейны притоков Оби ниже впадения Северной Сосьвы. Речной бассейн реки — (Нижняя) Обь от впадения Иртыша.
Код объекта в государственном водном реестре — 15020300112115300029880.